# 波号第二百十七潜水艦
波号第二百十七潜水艦（はごうだいにひゃくじゅうななせんすいかん）は、日本海軍の未成潜水艦。波二百一型潜水艦の17番艦。戦後海没処分された。

## 艦歴

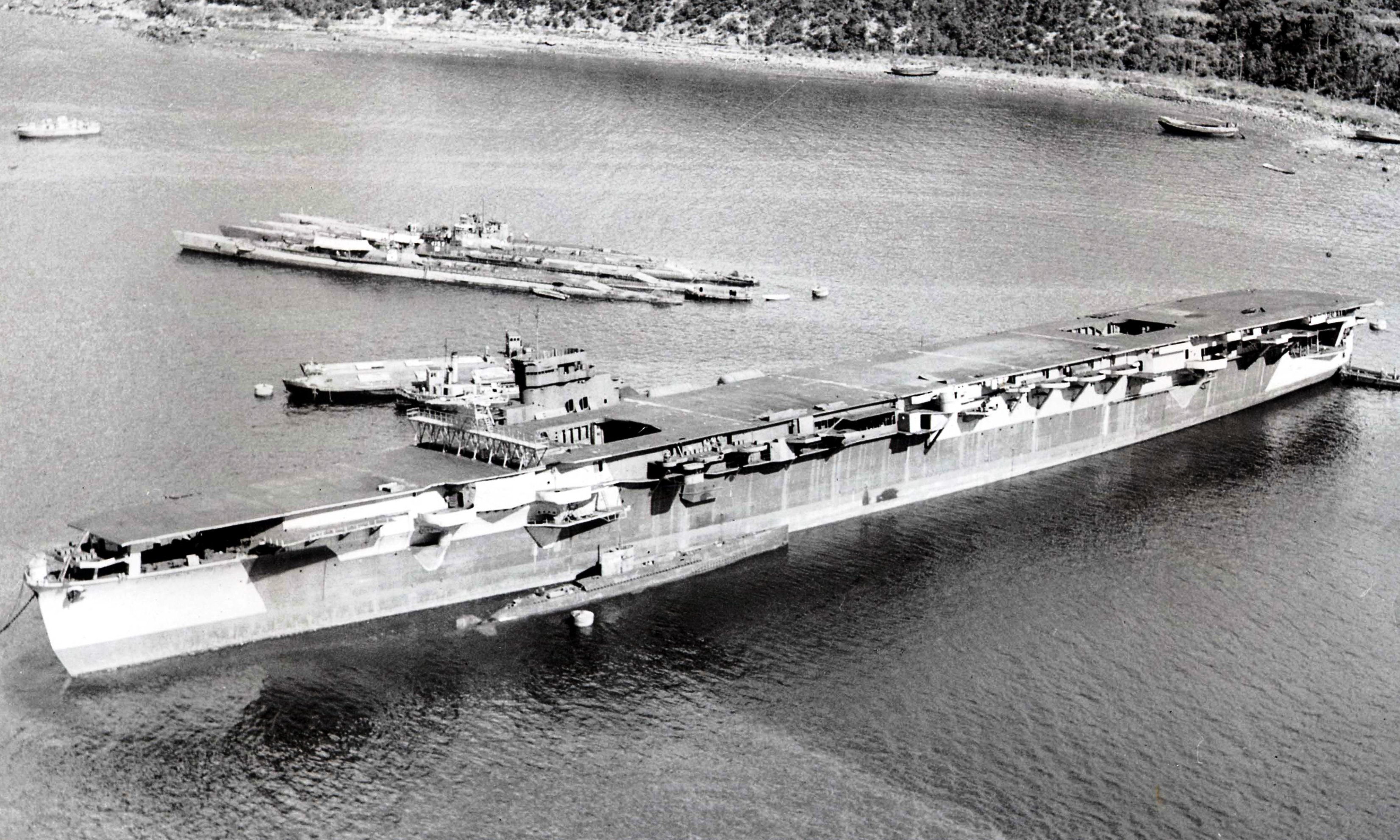
笠置の左舷側で繋留中の波号第217潜水艦（1945年11月2日、佐世保エビス湾）

マル戦計画の潜水艦小、第4911号艦型の17番艦、仮称艦名第4927号艦として計画。
1945年6月2日、佐世保海軍工廠で起工。7日、波号第二百十七潜水艦と命名されて波二百一型潜水艦の17番艦に定められ、本籍を佐世保鎮守府と仮定。26日、進水。7月2日、艤装員事務所を佐世保海軍工廠内に設置し事務を開始。
終戦時未成。8月17日、工事中止が発令され工程90%で工事中止。
1946年4月5日、向後崎西方沖でアメリカ海軍により海没処分された。

## 艤装員長
1. 久保猛 大尉：1945年7月8日 - 1945年8月15日